# Lystridea wilkeyi
Lystridea wilkeyi är en insektsart som beskrevs av Kramer 1967. Lystridea wilkeyi ingår i släktet Lystridea och familjen dvärgstritar. Inga underarter finns listade i Catalogue of Life.